# 脳性ナトリウム利尿ペプチド
脳性ナトリウム利尿ペプチド（のうせいナトリウムりにょうペプチド, 英 brain natriuretic peptide; BNP）は心臓から分泌されるホルモンである。主として心室で合成される。

## 作用
BNPそのものに利尿作用があり、心不全治療薬としてのネプリライシン阻害薬（アンジオテンシン受容体ネプリライシン阻害薬）ARNIが開発され臨床応用されている。

## 診断
血中のBNPは心不全の状況をすみやかに反映すると考えられている。
健常者のBNPの基準値は18pg/mL以下とされている。心疾患の有無や早期心不全のスクリーニングには50pg/mLや100pg/mLが妥当とする意見もある。
また22pg/mLをcut off とすれば、心不全の診断において感度 97%、特異度 84%であるというデータもある。
急性心不全では、100ng/L(pg/mL)を閾値とすると、感度95%、特異度63%、陽性適中率(PPV) 67%、陰性適中率(NPV) 94% とする報告や、100pg/mLをcut offとすると感度94%，特異度70%であるという報告もある。
BNP値は100pg/mLを境に、その後の経過観察中の心血管イベント発生率に大きな差が見られたという報告もある。
NT-proBNP（BNP前駆物質のN末端）が現在商業ベースで測定できるようになり、臨床検査としてはNT-proBNPも用いられるようになった。ただNT-proBNPは腎排泄される蛋白質であるため、腎機能が低下すると、血中濃度は上昇する。腎機能に影響を受けるためNT-proBNPでの心機能評価に注意を要する。
相関は NT-proBNP ≒ BNP X 7.5 -107.0 (r=0.859)とされる。（ロシュ・ダイアグノスティックス社データより引用）また診断指標としては、おおよそ NT-proBNP ≒ BNP ^ 1.341 -15 で換算できる。(SRL資料より改変)
急性心不全において、NTproBNPでは300ng/L(pg/mL)を閾値とすると、感度 99%、特異度 43%、PPV 64%、NPV 98% であり、診断正確度において BNPとNTproBNPで有意な差はないと報告された。

## 治療
治療効果の指標（マーカー）としてBNPについて
- フランスの無作為化試験 STARS-BNP研究[8]

BNP＜100ng/mLを指標に薬物治療を行った群と、同じ薬剤を用いた指標のない治療群とでは、BNPを指標として治療すると心不全による死亡・入院がほぼ半減した。